# Hijo o Hija Meritísima de El Salvador
Hijo o Hija Meritísima de El Salvador es una condecoración honorífica entregada por la Asamblea Legislativa de El Salvador, volviéndose una de las distinciones más importantes que la Asamblea puede entregar a ciudadanos salvadoreños por labores de carácter altruista o por conocimiento aportado a la sociedad.

## Marco legal
Esta distinción está respaldada en la Ley de Distinciones Honoríficas, Gratificaciones y Títulos, aprobada el 14 de noviembre de 2002 por la Asamblea Legislativa
, pero que fue derrogada y reemplazada completamente en 2009:

Art. 6.- Las distinciones honoríficas que otorgará la Asamblea Legislativa a las personas naturales,
serán las siguientes:

a) “Hijo o Hija Meritísima de El Salvador”, constituye una altísima distinción y se otorgará a las personas salvadoreñas que se dediquen o se hayan dedicado a la práctica de actividades humanitarias y altruistas, o por sus trascendentales aportes o servicios al conocimiento humano, de un modo tal, que dicho aporte represente un beneficio nacional, regional o universal. Esta distinción se entregará en sesión plenaria;
Artículo 6, Capítulo I, Título II, Ley de Distinciones Honoríficas, Gratificaciones y Títulos.

Sin embargo, la distinción se ha entregado en varias ocasiones antes de noviembre de 2002, sin poseer una ley que regule su entrega.

## Nombramientos
Esta es una lista incompleta de los nombramientos realizados por la Asamblea Legislativa de El Salvador, debido a que solo se poseen datos públicos de decretos legislativos a partir de mayo de 1996.
| Nombre                                      | Fecha de nombramiento    | Mención |
| ------------------------------------------- | ------------------------ | --- |
| Flavián Mucci                               | Mayo de 1992             | [No disponible] |
| Alejandro Eugenio Coto Paz                  | 12 de noviembre de 1992  | "Por su honorable labor y digna trayectoria" |
| José David Francisco Escobar Galindo        | 1 de diciembre de 1993   | "Por sus relevantes servicios prestados a la patria en el campo de la literatura." |
| Luis Poma Botero                            | 29 de febrero de 1996    | "Como un reconocimiento a su noble labor en beneficio de la patria." |
| Tomás Fidias Jiménez                        | 2 de diciembre de 1999   | "[Por la dedicación] a la enseñanza y a la promoción de la cultura salvadoreña, particularmente en los ámbitos histórico, arqueológico, lingüístico náhuat y otros, contribuyendo con ello al rescate de nuestra historia y a la construcción de nuestra identidad nacional."                                                                                               |
| Jorge Larde y Larín                         | 2 de diciembre de 1999   | "[Por la dedicación] en gran parte de su vida a la investigación histórica de El Salvador, contribuyendo así, al conocimiento de nuestro pasado, y a la construcción de nuestra identidad nacional." |
| María Isabel Rodríguez                      | 22 de marzo de 2002      | "Por sus valiosas aportaciones científicas en los campos de la salud pública y la docencia universitaria." |
| Alfredo Martínez Moreno                     | 9 de mayo de 2002        | "Por su destacada trayectoria profesional, como jurista, especialmente en el campo del Derecho Internacional; académico y humanista." |
| Sarbelio Navarrete                          | 22 de mayo de 2002       | "Por su eminente vida profesional, como jurisconsulto y académico, lo que constituye un servicio relevante prestado a la patria." |
| Jorge Adalberto Lagos                       | 15 de agosto de 2002     | "Por el éxito internacional logrado con su trabajo de investigación, en la rama de la botánica, “Los Pólenes en la Atmósfera”, que constituye un servicio relevante prestado a la patria." |
| René Núñez Suárez                           | 7 de noviembre de 2002   | "Por su destacada trayectoria científica e investigativa, al desarrollar la turbocombustión o combustión de baja temperatura, considerado un significativo descubrimiento en beneficio de la humanidad." |
| Carlos "Famoso" Hernández                   | 5 de febrero de 2003     | "Por su destacada trayectoria deportiva internacional y por haber alcanzado, por primera vez en la historia de El Salvador, el título de 'Campeón mundial del boxeo en la categoría súper pluma'." |
| Jorge "El Mágico" González                  | 5 de febrero de 2003     | "Por su destacada trayectoria en el fútbol nacional e internacional, lo que, junto a su vocación humanista y solidaria, constituye un servicio relevante prestado a la patria." |
| Matilde Helena López                        | 12 de junio de 2003      | "Como un reconocimiento a su versátil obra literaria y a su vida entera dedicada al desarrollo cultural de nuestro país." |
| Fernando Llort                              | 17 de julio de 2003      | "Por sus méritos artísticos, que lo convierten en el creador de una identidad artesanal para El Salvador." |
| Juan Mateu Llort                            | 19 de enero de 2005      | "Por su destacada trayectoria profesional y humanista a favor de la salud y el deporte de nuestro país." |
| Clara del Carmen Quiróz López               | 16 de febrero de 2005    | "Por su extraordinario ejemplo de vida dedicada al amor preferencial por los pobres y los desamparados; así como, por su incansable promoción y defensa de los derechos de la mujer en su época." |
| Luis Edmundo Méndez Ávalos                  | 22 de septiembre de 2005 | "Por sus relevantes méritos profesionales relacionados con la investigación científica en la rama de la medicina." |
| Juan María Raymundo Cortina Garaigorta      | 15 de diciembre de 2005  | "Por los relevantes servicios prestados a la patria, especialmente, por su contribución al reencuentro de muchos salvadoreños, desvinculados de sus familias biológicas, a raíz del conflicto armado." |
| Thelma Davidson de López                    | 3 de febrero de 2006     | "Por sus destacados aportes al desarrollo profesional de la medicina." |
| Rolando Duarte Fuentes                      | 20 de julio de 2006      | "En reconocimiento a sus actuaciones, obras y servicios relevantes, prestados a la Patria." |
| Jorge Emilio Zedán                          | 5 de enero de 2007       | "En atención a sus relevantes méritos y servicios prestados a la Patria." |
| Jorge Alberto Jiménez Romero                | 26 de abril de 2007      | "En atención a sus relevantes méritos deportivos y servicios prestados a la Patria." |
| José Ramón Barahona                         | 31 de mayo de 2007       | "En reconocimiento a su disciplina y tenacidad para alcanzar el éxito empresarial en los Estados Unidos de América, con lo que ha puesto muy en alto el nombre y el prestigio del pueblo salvadoreño." |
| Leonor Guirola de Llach                     | 14 de junio de 2007      | "En reconocimiento a sus valiosos servicios prestados a la Patria, al frente de la Fundación Ayúdame a Vivir, entidad victoriosa en la lucha contra el cáncer de la niñez salvadoreña." |
| Julio Adalberto Rivera                      | 3 de abril de 2008       | "Por sus invaluables servicios prestados a la patria, desde la Primera Magistratura de la Nación." |
| Edgar López Bertrand                        | 3 de abril de 2008       | "Por sus servicios altruistas prestados a la Patria." |
| Víctor José Batarsé                         | 10 de abril de 2008      | "Por sus servicios altruistas prestados al pueblo migueleño en particular, y a la Patria en general." |
| Ildikó de Tesak                             | 10 de abril de 2008      | "Por sus significativos aportes al pueblo salvadoreño, a través de sus acciones altruistas y humanitarias." |
| Fernando Sáenz Lacalle                      | 4 de febrero de 2009     | "Reconocer el trabajo que [...] ha realizado para con el pueblo salvadoreño durante sus servicios en calidad de Arzobispo de San Salvador." |
| Emilio Pacífico Charur                      | 25 de febrero de 2009    | "Por sus servicios altruistas prestados al pueblo tecleño." |
| Jorge José Zablah-Touché Hasbún             | 25 de febrero de 2009    | "Por su labor filantrópica en beneficio de la sociedad salvadoreña." |
| Rodrigo Orlando Cabrera Cuéllar             | 2 de abril de 2009       | "Por sus invaluables aportes a la patria salvadoreña." |
| Fabio Colindres Abarca                      | 17 de abril de 2009      | "Por sus altos aportes brindados a la Patria a través del ejercicio de su labor pastoral." |
| José Bernardo Pacheco                       | 1 de octubre de 2009     | "Por su valioso aporte al país como pintor, caricaturista, periodista y escritor." |
| Teresa Arias viuda de Gutiérrez             | 11 de febrero de 2010    | "Por su invaluable labor realizada en beneficio de la educación, en la formación basada en valores cívicos, morales y religiosos." |
| María Julia Castillo Rodas                  | 24 de marzo de 2010      | "Por su destacada y sobresaliente trayectoria profesional y política que indudablemente engrandecen a la mujer salvadoreña." |
| Gloria Salguero Gross                       | 7 de mayo de 2010        | "Por su reconocida y sobresaliente trayectoria política en El Salvador." |
| Miguel Rafael Oqueli Colindres              | 10 de junio de 2010      | "Por su invaluable contribución a la población salvadoreña en el campo de la medicina." |
| Carlos Eduardo Morales                      | 18 de noviembre de 2010  | "Por su capacidad, brillante y amplia trayectoria en el campo de la medicina, en la especialidad de Cardiología, logrando poner en alto el nombre de El Salvador." |
| Abraham Rodríguez                           | 26 de mayo de 2011       | "Por sus destacados aportes a la democracia, al desarrollo económico y al estado de derecho de El Salvador." |
| Integrantes de Selección Nacional de Playa  | 6 de octubre de 2011     | "En reconocimiento a su esfuerzo, nacionalismo, dedicación, humildad, coraje, liderazgo y entrega demostrados en la Copa Mundial de Fútbol Playa de FIFA, en la ciudad de Ravenna, Italia 2011, al haberse posicionado como la cuarta mejor selección de fútbol playa a nivel mundial."                                                                                     |
| Rudis Mauricio González Gallo               | 6 de octubre de 2011     | "En reconocimiento a su esfuerzo, dedicación y entrega en la preparación física y técnica de los seleccionados nacionales de fútbol playa, quienes obtuvieron el cuarto lugar en la Copa Mundial de Fútbol Playa de FIFA, en la ciudad de Ravenna, Italia 2011." |
| José Adolfo Mojica Morales                  | 17 de noviembre de 2011  | "Por su contribución a favor de los valores morales y religiosos de la población salvadoreña." |
| Sor María Alicia Rivera Guardado            | 19 de enero de 2012      | "En reconocimiento a su esfuerzo, empeño y dedicación a favor de las personas más necesitadas y la obra social que ha realizado en sus 50 años de vida religiosa." |
| Ana Mercedes Campos                         | 25 de enero de 2012      | "En reconocimiento a sus valiosos aportes en el ámbito del deporte nacional." |
| Mélida Anaya Montes                         | 4 de octubre de 2012     | "Por haber dedicado su vida a la reivindicación de los derechos humanos, laborales, civiles y políticos de hombres y mujeres salvadoreñas, así como por su destacada trayectoria como precursora del desarrollo de conocimientos pedagógicos que han contribuido a la fecha, a la formación integral y dignificación del profesorado."                                      |
| Martín Enrique Ávalos Magaña                | 17 de enero de 2013      | "En reconocimiento a su destacada labor pastoral, que a través de la Fundación Dei Verbum, ha realizado una obra ejemplarizante en beneficio de la sociedad salvadoreña." |
| Guillermo Manuel Hungo                      | 30 de mayo de 2013       | "En reconocimiento a sus aportes a la conquista de la paz y el desarrollo de la democracia en El Salvador" |
| Rafael Montes Lemus                         | 29 de agosto de 2013     | "En reconocimiento a su aporte cultural a la población salvadoreña, y por ser considerado, el referente de la música operística de El Salvador." |
| Nelson Leonel Turcios                       | 24 de octubre de 2013    | "En reconocimiento a su destacada labor médica y el apoyo que brinda al Hospital Nacional de Niños 'Benjamín Bloom'." |
| Abner Audiel Hurtado Gáldamez               | 27 de marzo de 2014      | "En reconocimiento a su loable labor dedicada al servicio de los ciudadanos salvadoreños." |
| Víctor Jorge Saca Tueme                     | 5 de noviembre de 2014   | "En reconocimiento a su destacada y loable labor altruista, cultural y empresarial, dedicada al servicio de la población salvadoreña." |
| Óscar Arnulfo Romero                        | 9 de abril de 2015       | "En reconocimiento a sus valores y a la importante y valiosa labor social y pastoral, consagrada abnegadamente a la promoción y protección de los derechos humanos y la dignidad de los salvadoreños y salvadoreñas, y por su dedicación al servicio de la humanidad." |
| María Julia Hernández Chavarría             | 13 de agosto de 2015     | "En reconocimiento a sus aportes a la Patria en defensa de los Derechos Humanos." |
| Óscar René Toruño Contreras                 | 14 de agosto de 2015     | "En virtud de los sobresalientes aportes brindados al país y al pueblo salvadoreño." |
| Griselda Zeledón Jiménez                    | 24 de septiembre de 2015 | "Por su invaluable contribución a la educación e inclusión de las personas sordas a la sociedad salvadoreña." |
| José Roberto Arucha Cea                     | 1 de octubre de 2015     | "En reconocimiento a su trayectoria como poeta, escritor, cuentista y dramaturgo, lo que ha beneficiado al fortalecimiento de la cultura salvadoreña." |
| Carlos Borromeo López                       | 1 de abril de 2016       | "En reconocimiento a su trascendental e invaluable labor humanitaria y altruista en beneficio de la población salvadoreña." |
| Consuelo Suncín de Saint-Exupéry            | 5 de mayo de 2016        | "En reconocimiento a sus sobresalientes aportes intelectuales en el campo de la literatura, las artes plásticas y la difusión cultural, brindados a la República de El Salvador y su población." |
| Mario Antonio Ruíz Ramírez                  | 5 de mayo de 2016        | "En reconocimiento a su contribución a la educación, desarrollo social y ambiental del país." |
| José Mauricio Loucel                        | 5 de mayo de 2016        | "En reconocimiento a los sobresalientes aportes brindados al pueblo salvadoreño." |
| Raúl Rivas Quintanilla                      | 19 de mayo de 2016       | "En reconocimiento a los invaluables aportes brindados a la educación." |
| Pedro Fausto Arieta Vega                    | 25 de noviembre de 2016  | "Por su invaluable contribución a la población salvadoreña en el campo profesional y social." |
| Coronel Ernesto Antonio Claramount Rosville | 2 de marzo de 2017       | "Como una muestra de agradecimiento y admiración que guarda nuestro país por su destacada trayectoria y contribución a la soberanía nacional." |
| Monseñor Ricardo Urioste                    | 20 de marzo de 2018      | "Por su ardua labor en la causa de Monseñor Óscar Arnulfo Romero y Galdámez, y en virtud de los aportes brindados a la República de El Salvador y al pueblo salvadoreño." |
| Roberto Hugo Preza                          | 18 de abril de 2018      | "En virtud de su aporte a la sociedad salvadoreña, así como por su contribución en la difusión de reportajes con contenido migratorio, mostrando la dura realidad que viven nuestros compatriotas, evidenciando los peligros y el sufrimiento de miles de salvadoreños que a diario salen de nuestro país, y creando conciencia y sensibilización ante dicha problemática." |
| Franzi Hato Hasbún                          | 21 de febrero de 2019    | "En reconocimiento a sus invaluables aportes al país especialmente para los sectores más necesitados." |
| Edelmira Antonia Pineda de Osegueda         | 24 de julio de 2019      | "En virtud de sus aportes a la sociedad salvadoreña, mediante el fortalecimiento de la profesión de enfermería; así como por haber logrado trascender académicamente las fronteras de nuestra Patria, contribuyendo al desarrollo de la educación superior como par evaluadora en diferentes universidades de Latinoamérica."                                               |
| César Augusto Calderón Flores               | 26 de noviembre de 2020  | "En virtud de sus aportes a la educación superior salvadoreña y por su excepcional compromiso al formar parte de diferentes organizaciones civiles y militares que contribuyen a fortalecer nuestro sistema de vida democrático, la institucionalidad, la construcción de capital social y la cultura política en El Salvador."                                             |
| Mario Antonio Rivera Molina                 | 26 de noviembre de 2020  | "En virtud de los sobresalientes aportes para el desarrollo de la cultura y el arte musical, así como en la difusión de las tradiciones, costumbres e identidad patria, brindados a la República de El Salvador y al pueblo salvadoreño." |
| Nory Flores                                 | 3 de diciembre de 2020   | "En virtud de los sobresalientes aportes para el desarrollo de la cultura y el arte musical, así como en la difusión de las tradiciones, costumbres e identidad patria, brindados a la República de El Salvador y al pueblo salvadoreño dentro y fuera de nuestras fronteras patrias."                                                                                      |
| Mario Enrique Ancalmo                       | 17 de febrero de 2021    | "En virtud de los sobresalientes aportes para el desarrollo de la cultura y el arte musical salvadoreño, la difusión de sus costumbres, tradiciones e identidad, dentro y fuera de nuestras fronteras patrias, además de haber contribuido en la formación de muchos jóvenes salvadoreños en la música a través de la Fundación Ancalmo."                                   |
| Andreu Oliva de la Esperanza                | 11 de marzo de 2021      | "En reconocimiento a su destacada y noble labor al fortalecimiento de la sociedad salvadoreña y desarrollo de la comunidad universitaria." |
| Celina Sol de Kriete                        | 18 de marzo de 2021      | "En virtud de los sobresalientes aportes en beneficio del desarrollo humano, social y económico, brindados a la República de El Salvador y al pueblo salvadoreño." |
| Diego Alexis Echegoyen Rivera               | 25 de marzo de 2021      | "En reconocimiento a su trayectoria y sus aportes para el impulso de la juventud salvadoreña a nivel nacional e internacional." |
| Alba Gladis Villalobos viuda de Amaya       | 26 de abril de 2021      | "Por sus trascendentales e invaluables aportes al dedicar su vida a la lucha por la defensa de los derechos humanos, y en particular para el beneficio de las personas más necesitadas, lo cual ha representado un invaluable beneficio y un ejemplo nacional e internacional."                                                                                             |
| Alberto Díaz Zelaya                         | 6 de enero de 2022       | "En reconocimiento a sus trascendentales aportes en el campo de las artes, la literatura y el humanismo, contribuyendo al conocimiento humano a través del fortalecimiento de nuestra identidad cultural." |
| Rolando "El Cipitío" Menéndez Castro        | 20 de enero de 2022      | "En reconocimiento a sus sobresalientes aportes en el campo de las artes escénicas, música, cultura y literatura, tanto a nivel nacional como en el extranjero." |
| Alfa Karina Arrué                           | 19 de julio de 2022      | "Se le otorgó ese reconocimiento por ser la primera salvadoreña que ha logrado escalar el monte Everest, la montaña más alta del planeta, situada a 8,849 metros sobre el nivel del mar. Además, es la tercera mujer centroamericana que ha logrado tal hazaña." |